# Matija Sabančić
Matija Sabančić (après 1449 – 1471) fut roi titulaire du royaume de Bosnie entre 1465 et 1471, et le premier des souverains fantoches de Bosnie nommés par l'empire ottoman. Il est le dernier membre connu de la famille Kotromanić.

## Origine
Sabančić est l'un des trois fils de l'antiroi Radivoj de Bosnie (1432–1435), un fils illégitime
du roi Étienne-Ostoïa (1398–1404 puis 1409–1418), et de son épouse Catherine de Velika, fille de Nicolas de Velika, qui se marient en 1449. Son père fut prétendant au trône de Bosnie entre  1432 et 1435. Matthias à deux frères Tvrtko (exécuté en 1463) et Georges (vers 1455),.

## Biographie
En juin 1463, le père de Sabančić, son frère ainé Tvrtko ainsi que son cousin germain le roi Étienne Tomašević
sont exécutés sur ordre du sultan ottoman Mehmet II, alors que le royaume de Bosnie est occupé par les armées de l'empire Ottoman. Dans les derniers mois de 1465, Mehmet II le Conquérant nomme Sabančić ban ou roi de Bosnie. Toutefois il ne s'agit que d'un titre car le royaume de Bosnie n'existe plus,. Son « royaume » est probablement limité à la vallée de la rivière Lašva. Les seules sources qui le mentionne proviennent de la république de Raguse elles évoquent ses présents et ses faveurs.
Sabančić est mentionné pour la dernière fois en 1471. Un second souverain fantoche est ensuite nommé par les ottomans en Bosnie en la personne de Matija Vojsalić, il est installé en mars ou avril 1476, Pendant ce temps le roi Matthias Corvin de Hongrie nomme de son côté Nikola Iločki comme souverain fantoche de Bosnie pour le compte de la Hongrie.

## Précisions onomastiques
Son nom personnel était Matija (l'équivalent de Mathieu ou Matthias), et son surnom Sabančić comme il signe lui-même en 1471.
Son patronyme était Radivojević en 1467 dans un document, il est mentionné comme Matija, fils de Radivoj. Vladimir Ćorović utilise le nom de Matija Šabančić (Матија Шабанчић), alors que Miroslav Krleža préfère Matija Sabančić Radivojević.